# Lamponius restrictus
Lamponius restrictus är en insektsart som först beskrevs av Ludwig Redtenbacher 1908.  Lamponius restrictus ingår i släktet Lamponius och familjen Pseudophasmatidae. Inga underarter finns listade i Catalogue of Life.